# What a Diff’rence a Day Makes!
What a Diff’rence a Day Makes! — студийный альбом американской певицы Дины Вашингтон, выпущенный в 1959 году на лейбле Mercury Records. Аранжировки Белфорда Хендрикса. 
Заглавный трек принес Вашингтон премию «Грэмми» лучшее исполнение в стиле ритм-н-блюз.

## Отзывы критиков
| Оценки критиков                            | Оценки критиков |
| Источник                                   | Оценка          |
| ------------------------------------------ | --------------- |
| AllMusic                                   | [ 2 ]           |
| The Encyclopedia of Popular Music          | ·               |
| MusicHound Jazz: The Essential Album Guide | [ 5 ]           |
| The Penguin Guide to Jazz                  | [ 6 ]           |
| The Rolling Stone Jazz & Blues Album Guide | [ 7 ]           |

Джон Буш в рецензии AllMusic написал: «Один из самых известных альбомов в истории вокальной музыки, эта яркая сессия, которая превратила Дину Вашингтон из „Королевы блюза“ в среднюю вокалистку. Вашингтон хвалили и сравнивали с Холидей и Фицджеральд более десяти лет, но Mercury, тем не менее, решили поддержать её мейнстримными аранжировками, тяжёлыми струнными и бессловесными вокальными припевами, похожими на радиохиты того времени. Очевидно, поддержка мейнстрима нисколько не смутила Вашингтон; она доказывает, что обладает голосом таким же индивидуальным и запоминающимся, как всегда. Честно говоря, аранжировки довольно солидные для того, хотя немного неприятно слышать голос Вашингтон, обёрнутый сладкими струнами, эффект чаще срабатывает, чем нет. Большинство песен здесь соответствуют знакомым стандартам, но Вашингтон преобразила их так, как будто их никогда раньше не исполняли. Заглавный трек ни в коем случае не является лучшей песней альбома, но его название оказалось пророческим для карьеры Вашингтон. Хотя её вокальный стиль нисколько не изменился, когда-то она была уважаемой блюзовой певицей, на следующий день, по мнению большинства знатоков джаза, она превратилась в низкопробную поп-певицу. К счастью, доказательства против „трансформации“ Вашингтон приведены прямо здесь».

## Список композиций
1. «I Remember You» (Джонни Мерсер, Виктор Шерцингер) — 2:42
2. «I Thought About You» (Джимми Ван Хьюзен, Джонни Мерсер) — 2:28
3. «That’s All There Is to That» (Клайд Отис, Келли Оуэнс) — 2:15
4. «I Won’t Cry Anymore» (Эл Фриш, Фред Уайз) — 2:15
5. «I’m Thru with Love» (Гас Кан, Фад Ливингстон, Мэтти Малнек) — 2:23
6. «Cry Me a River» (Артур Гамильтон) — 2:24
7. «What a Diff’rence a Day Makes» (Стэнли Адамс, Мария Мендес Гревер) — 2:35
8. «Nothing in the World» (Брук Бентон, Белфорд Хендрикс, Клайд Отис) — 3:12
9. «Manhattan» (Ричард Роджерс, Лоренц Харт) — 4:13
10. «Time after Time» (Сэмми Кан, Джул Стайн) — 2:27
11. «It’s Magic» (Сэмми Кан, Джул Стайн) — 2:28
12. «A Sunday Kind of Love» (Барбара Белл, Анита Леонард, Луи Прима, Стэн Роудс) — 2:26

Бонус-треки переиздания
1. «Time after Time» (First Version) (Сэмми Кан, Джул Стайн) — 2:15
2. «Come On Home» (Bonus) (Хуанита Хилл, Дайна Вашингтон) — 2:27
3. «It Could Happen To You» (Bonus) (Джимми Ван Хьюзен, Джонни Берк) — 2:19

## Участники записи
- Аранжировка — Белфорд Хендрикс
- Баритон-саксофон — Чарльз Дэвис
- Бас-гитара — Милт Хинтон
- Вокал — Дина Вашингтон
- Гитара — Кенни Баррелл
- Продюсер — Клайд Отис
- Саксофон — Джером Ричардсон
- Ударные — Панама Фрэнсис
- Флейта — Джером Ричардсон
- Фортепиано — Джо Завинул

## Чарты
| Чарт (1960)              | Высшая позиция |
| ------------------------ | -------------- |
| США (Billboard Top LP’s) | 34             |